# テリー・ウィーゲル
テリー・ウィーゲル（Teri Weigel、1962年2月24日 - ）は、アメリカ合衆国のポルノ女優・エロティックダンサー・PLAYBOY誌1986年4月号のプレイメイト。プレイメイトからハードコアのポルノ女優に転身した希有の存在である。

## 来歴
ウィーゲルはフロリダ州フォートローダーデールで生まれた。2人の姉と2人の弟に挟まれた5人姉弟の真中の子供だった。同州の保守的な都市ディアフィールドビーチで信心深いカトリックの家庭に育ち、10代でモデルの仕事を始めてサックス・フィフス・アベニューのカタログなどにモデルとして出演した。17歳になるとサックス・フィフス・アベニューの下着モデルを始めた。
その後ニューヨークに移って大手のモデル事務所と契約し、仕事でヨーロッパにも渡った。この時期、日本の大阪にも仕事で6週間滞在している。活躍はやがてPLAYBOY誌の目にとまり、1985年11月号の表紙モデルとして初登場した。そして1986年4月号のプレイメイトとなり、数本のプレイボーイビデオにも出演した。その後『プレデター2』や『死の標的』などの一般映画に端役で出演し、コメディテレビドラマ『Married... with Children』に「ジェイド (Jade)」役として4エピソードに出演した。1986年12月、一目惚れしたロックミュージシャンのムリル・マグリオと結婚。
1990年8月に彼女は自動車事故に遭い、首を損傷して4ヶ月仕事ができなかった。経済的に困窮したがPLAYBOYは助けにならないと感じ（この時より両者の関係は険悪なものとなった）、ポルノ映画出演を決意する。プレイメイトからハードコアポルノ女優への転身は、それまでに例がなく、PLAYBOYにとっても彼女は好ましくない前例となった。
ポルノデビュー作は1991年フレッド・J・リンカーン監督の『Inferno』であった。夫のマグリオも共演したが、最初の絡みのシーンはマーク・ウォーリスとであった。その後もマグリオは妻の出演作に度々登場した。夫婦で絡む場合もあれば、互いに別のパートナーと演じる場合もあった。またマグリオは何作かウィーゲルの作品の監督も務めている。性行為時の豊かな表現とオーガズムの狂乱で彼女は直ぐに人気が出た。その後ウィーゲルはプレイメイト時86cmBカップ（米国サイズ）だった胸を豊胸手術により91cmDDカップまで増大させた。
ポルノ映画デビュー直後の1991年9月から、ウィーゲルはエロティックダンスの巡業を開始した。プレイメイト時代に2年間、歌や踊りの訓練を受け、ショーマンシップを学んだ事が役に立った。彼女は「稼ぎがとてもよいと聞いていたので、映画に出て名前を売るのはダンスサーキットのためでした。」と語っている。
1992年5月、彼女は1985年11月号のウルスラ・バックフェルナーに続き、ペントハウス誌にも登場した2人目のプレイメイトとなった。（但し2人ともペントハウス・ペットとしてではない。初めてペントハウス・ペットとして登場したプレイメイトは2000年10月号のリン・トーマスである。）ウィーゲルサイドはペントハウス・ペットではなく、その他のグラビア扱いになったのは彼女を苦々しく思っていたヒュー・ヘフナーがボブ・グッチョーネに直接電話して依頼したためと主張している。
1994年10月末、ウィーゲルは再度交通事故に遭った。時速100km近いスピードで走るトレーラーに後ろから轢かれるという大事故であった。背中を手術したブランクの後で、彼女は生活のために傷跡が残り太った身体を引きずりながら復帰するが、事故の影響は5年近い打撃を彼女に与えた。しかし1999年末のインタビューでは100%回復したと語っている。
1999年、彼女は一時期ネバダ州の合法売春宿「ムーンライト・バニー・ランチ (Moonlite BunnyRanch)」で働いていた事がある。評判と売上の向上をねらってムーンライト・バニー・ランチが何人かのポルノスターと交渉した一環であったが、中でもウィーゲルはビッグネームの1人であった。ウィーゲル自身も遠くロンドンから訪れたファンもおり、様々な地域のファンとの「交流」を楽しんだと語った。
2000年代に入ってもウィーゲルは様々なものに挑戦した。2000年の10月にはイースト＝ウェスト・プロダクションが企画した「Sex Survivor 2000」というインターネット・イベントに参加した。ベテラン・新人混成の多数のポルノ俳優達が豪華な屋敷に閉じ込められ、オンライン参加者が見守る中で賞金を目指して、出来る限り多くのセックスを行なうというものであったが、計画がずさんであったためプロジェクト自体は失敗に終わった。
2004年にはMyXdate.comが企画した、当選者がポルノスターとデートできるというコンテストに参加した。同サイトから画像を購入した者が参加資格を得る。費用は全て同サイトが持ち、当選者には1000ドルの現金が支払われる。デート中に2人が一線を越えたとしても、それは大人同士の同意の上の事であるという、思わせ振りな内容であった。2008年4月現在、ウィーゲルはフロリダ州フォートピアスを出る、釣人のチャーターボートでビキニガールとして働いていた。

## 私生活の男性
ウィーゲルは1986年にプレイメイトのツアーでモナコ公国のモンテカルロを訪れた際、アルベール王子（当時、現在は即位して大公）に見初められベッドを共にした。1991年11月、アメリカのテレビ番組『Hard Copy』において、テリーの豊かな胸にすり寄る王子の日付の無い写真と共に、彼女は王子と過ごした熱い2週間を告白した。王子と別れた直後にウィーゲルはムリル・マグリオと結婚している。
1988年に出演した映画『ザ・メタルイヤーズ (The Decline of Western Civilization Part II: The Metal Years)』の共演者、キッスのギタリストポール・スタンレーに言い寄られ関係を持ったとされている。彼女はインタビューで「ポールは当時とても私を好いてくれました。」と語り、「私は彼ほどの大物ではありませんが、ロックミュージシャンと既に結婚していましたし。彼とは楽しいときを過ごした、これくらいしか言えません。」と言葉を濁した。

## 受賞
- 1992年：FOXE  Vixen（年間最優秀新人女優賞）[22]
- 2001年：Legends of Erotica[23]
- 2002年：XRCO殿堂入り[24]
- 2003年：AVN殿堂入り[25]

### ノミネート
- 2004年 XRCO Best Sex Scene - Girl/Girl 『Jewel DeNyle's Last Movie』（ジュエル・デ・ナイル、ジンジャー・リン、ブリトニ、ジュリー・ナイトと）[26]

## 出演作の一部

### 映画
- 1987年：『ブラディ・ポンポン/切り裂きチアガール』 (Cheerleader Camp)
- 1988年：『ハリウッド泥棒ムービー/グリッチ!』 (Glitch!)
- 1988年：『ザ・メタルイヤーズ』 (The Decline of Western Civilization Part II: The Metal Years)
- 1988年：『リターン・オブ・ザ・キラー・トマト』 (Return of the Killer Tomatoes)
- 1989年：『ピカソ・トリガー2/サベージ・ビーチ』 (Savage Beach)
- 1990年：『死の標的』 (Marked for Death)
- 1990年：『プレデター2』 (Predator 2)

### テレビ
- 1988-90年：『Married... with Children』（4エピソード）
- 2002年：『The Mind of the Married Man)』（1エピソード）

### ビデオ・DVD
- 1986年：『Playboy Video Centerfold: Teri Weigel』
- 1987年：『Playboy's Fantasies』
- 1989年：『Playboy's Secrets of EuroMassage』
- 1990年：『Wet & Wild II』
- 1991年：『Sexy Lingerie III』
- 1992年：『Penthouse Fast Cars/Fantasy Women』

## PLAYBOY特別版の出演
- 1988年9月：Playboy's Women on the Move
- 1988年11月：Playboy’s Book of Lingerie vol. 4
- 1988年12月：Playboy's Girls of Winter
- 1989年5月：Playboy's Book of Lingerie vol. 7（表紙）
- 1989年8月：Playboy's Girls of Summer (# 5)
- 1989年9月：Playboy's Book of Lingerie vol. 9
- 1989年11月：Playboy's Book of Lingerie vol. 10
- 1990年9月：Playboy's Book of Lingerie vol. 15
- 1990年11月：Playboy's Book of Lingerie vol. 16
- 1991年5月：Playboy's Book of Lingerie vol. 19（p. 62 & p. 101）